# Rassemblement du Centre
Het Rassemblement du Centre (RC) is een Franstalige conservatieve politieke beweging in België, rechtervleugel van het Centre démocrate humaniste.
Het RC is de opvolger van het Centre politique des indépendants et cadres chrétiens (CEPIC).